# Dunajovické vrchy
Die Dunajovické vrchy, auch Dunajovické hřbety, Dunajovické kopce bzw. Hmota Dunajovická (deutsch Tannowitzer Berge, auch Tannowitzer Kuppen bzw. Tannowitzer Rücken) sind ein Höhenzug in Südmähren, Tschechien. Sie liegen nordwestlich von Mikulov (Nikolsburg) im südwestlichen Teil der Thaya-Schwarza-Senke.

## Geographie
Die Dunajovické vrchy erheben sich rechtsseitig der Thaya am Südwestufer der Stauseen von Nové Mlýny. Im Norden schließt sich die mit den beiden oberen Stauseen von Nové Mlýny geflutete breite Dyjsko-svratecká niva (Thaya-Schwarza-Niederung) an. Nach Osten hin trennt das Tal des Dunajovický potok (Retzbach) den Höhenzug von den deutlich höheren Pavlovské vrchy (Pollauer Berge). Gegen Süden setzen sich die Dunajovické vrchy über den Grenzbach Polní potok/Ottenthaler Bach hinaus auf niederösterreichischem Gebiet bis zum Weinviertler Hügelland fort. Südwestlich schließt sich die Laaer Bucht an. Nach Westen hin fallen die Dunajovické vrchy ebenfalls zur Dyjsko-svratecká niva ab; dahinter erhebt sich das Hügelland Drnholecká pahorkatina (Dürnholzer Hügelland).
Die Dunajovické vrchy haben auf tschechischem Gebiet eine Ausdehnung von 67 km². Ortschaften sind Brod nad Dyjí, Dolní Věstonice, Horní Věstonice, Dolní Dunajovice, Novosedly, Dobré Pole, Březí, Nový Přerov, Wildendürnbach, Neuruppersdorf und Alt-Prerau.
Die Rücken der Dunajovické vrchy bestehen aus unterbadenischen Kieskonglomeraten. Die Niederungen sind mit kalkhaltigen Tonen und Sanden aus dem Unterbaden befüllt. In den Trockentälern befinden sich Auffüllungen diluviofluvialer Sedimente. Schwarzerdeböden wechseln sich mit cambisolen Pararendzinen ab. Das Gebiet wird fast durchweg landwirtschaftlich genutzt; die teilweise terrassierten Hügel als Marillengärten und Weinberge. Die Waldflächen sind sehr gering.

## Untereinheiten
- Březská sníženina (Bratelsbrunner Senke)
- Brodská sníženina (Guldenfurter Senke)
- Dunajovická sníženina (Tannowitzer Senke)
- Přední Dunajovický hřbet (Vorderer Tannowitzer Rücken)
- Zadní Dunajovický hřbet (Hinterer Tannowitzer Rücken)

## Bedeutende Erhebungen
- Jánská hora (Johannesberg), 285 m n.m.
- Velká Slunečná (Hoher Sonnenberg), 283,1 m n.m.
- Růžová hora, 282 m n.m.
- Rochusberg, 278 m n.m.
- Malá Slunečná (Kleiner Sonnenberg), 275 m n.m.
- Suchá hora (Turnberg), 272 m n.m.
- Liščí kopec (Fuchsenberg), 271,7 m n.m.
- Syslík, 265 m n.m.
- Ořechová hora (Bratelsbrunner Berg), 263 m n.m.
- Zimní vrch (Platten), 260 m n.m.
- Lange Warth/Velký kopec, 256 m n.m.
- Heidberg, 256 m ü. A.
- Galgenberg, 255 m ü. A.

## Naturschutz
Der Südhang des Liščí kopec wurde 1946 durch die Bezirkverwaltungskommission Mikulov zum streng geschützten botanischen Reservat erklärt. Der übrige Teil des durchweg kultivierten Hauptrückens Zadní Dunajovický hřbet erhielt den Status eines teilweise geschützten Gebietes, in dem ohne Zustimmung der Denkmalbehörde neue Aufforstungen, Anlegung von Obstgärten und Steinbrüchen sowie das Umpflügen von Weideflächen untersagt wurden. Der Bezirksnationalausschuss Břeclav wies 1990 einen Teil des Rückens als geschütztes Naturgebilde (chráněný přírodní výtvor) aus. 1992 wurden diese Schutzgebiete zum Nationalen Naturdenkmal Dunajovické kopce erklärt. Der NPP Dunajovické kopce umfasst eine Fläche von insgesamt 107,16 ha am Westhang des Zadní Dunajovický hřbet und besteht aus drei Teilflächen: der Kamm und Westhang des Rückens von der Malá Slunečná über die Jánská hora bis zur Růžová hora, die Velká Slunečná mit ihren Hangterrassen sowie der Rücken von Rochusberg bis zum Liščí kopec. Geschützt werden Populationen von niedrigen xerophilen Sträuchern, kurzstieligen Graslandschaften, seltenen und gefährdeten Pflanzenarten wie Zwerg-Mandel, Waldsteppen-Beifuß, Tatarischer Meerkohl und Wolfsfuß-Zwitterscharte sowie der Europäischen Gottesanbeterin und deren Lebensräume. Im Jahre 2005 wurde der NPP Dunajovické kopce in die nationale Liste der Besonderen Erhaltungsgebiete (EVL) nach der FFH-Richtlinie eingetragen.
Der tschechische Teil des im Süden des Přední Dunajovický hřbet an der österreichischen Grenze gelegenen Schotterriedels Lange Warth/Velký kopec ist seit 2002 auf einer Fläche von 1,72 ha als Naturdenkmal Lange Wart unter Schutz gestellt. Schutzzweck sind Pflanzengemeinschaften trockener Graslandschaften mit Vorkommen einer Reihe besonders geschützter Pflanzenarten.
Auf österreichischer Seite ist am Heidberg bei Neuruppersdorf – gleichfalls ein Schotterriedel – ein Naturdenkmal ausgewiesen. Geschützt werden Vorkommen des vom Aussterben bedrohten Rossschweif-Federgrases und der Hirschwurz.